# Visconde de Proença-a-Velha

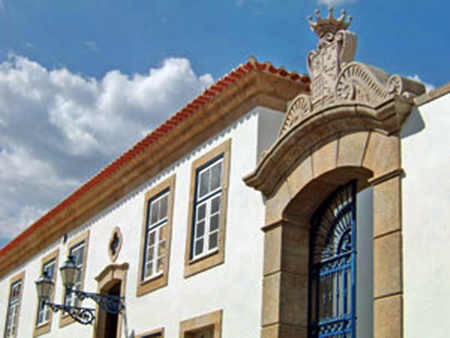
Antigo Solar dos Viscondes e Condes de Proença-a-Velha em Penamacor (actual Biblioteca Municipal)

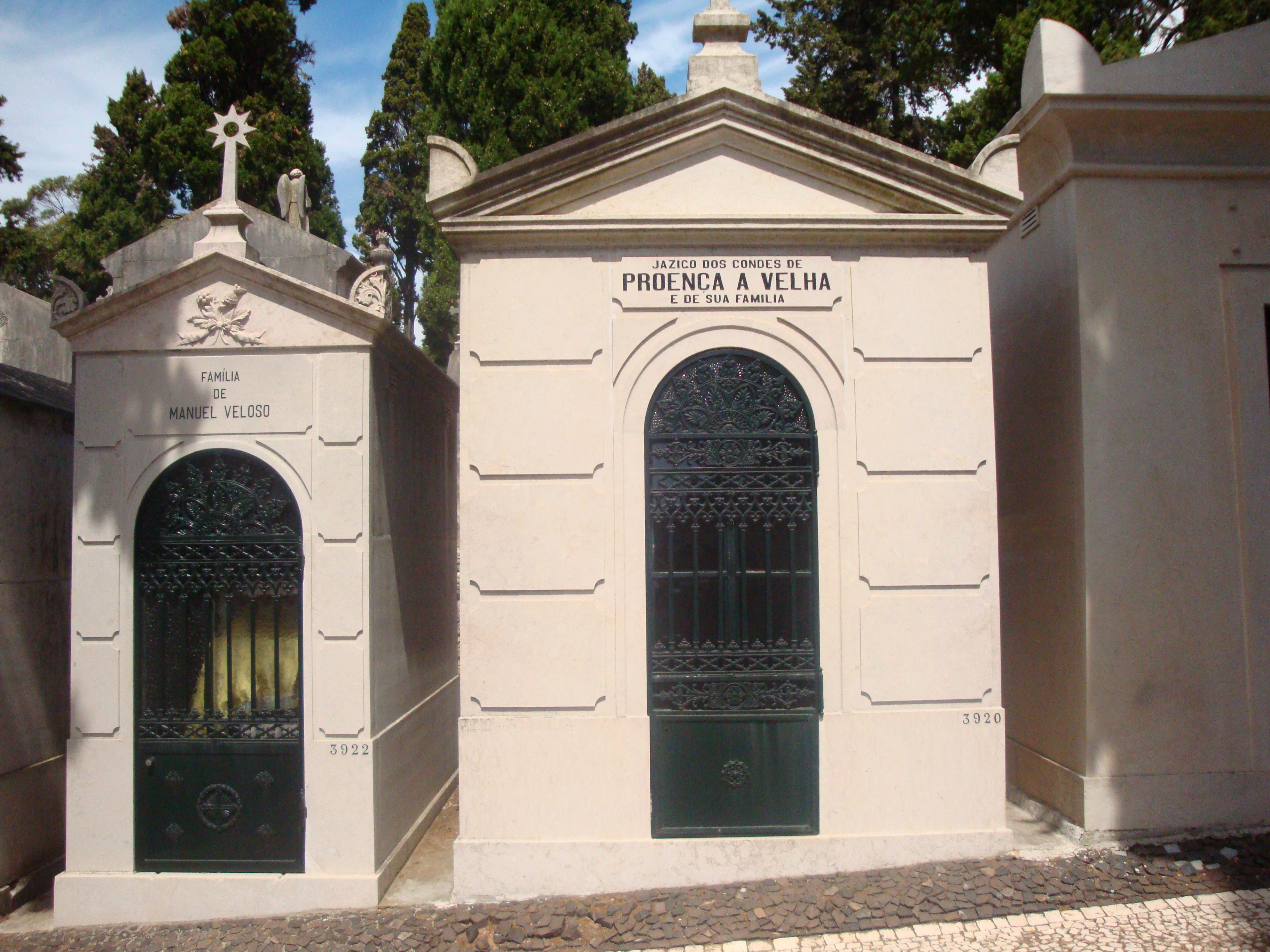
Jazigo dos Viscondes e Condes de Proença-a-Velha

Visconde de Proença-a-Velha é um título nobiliárquico criado por D. Luís I de Portugal, por Decreto de 8 de Maio de 1866, em favor de António de Gouveia Osório Metelo de Vasconcelos, depois 1.º Conde de Proença-a-Velha.
Titulares
1. António de Gouveia Osório Metelo de Vasconcelos, 1.º Visconde e 1.º Conde de Proença-a-Velha;
2. João Filipe Osório de Meneses Pita, 2.º Visconde e 2.º Conde de Proença-a-Velha.